# Gradsko kazalište Žar ptica
Gradsko kazalište Žar ptica zagrebačko je kazalište za djecu i mlade. Ime je dobilo po mitskoj Žar-ptici.

## Povijest
S radom je započelo 1981. kao putujuće kazalište pod nazivom Teatar Žar Ptica. Osnivač i prvi ravnatelj bio je Tomica Milanovski. Godine 1997. Teatar Žar-Ptica dobiva priznanje za svoj rad te mijenja ime u kakvo ga danas poznajemo.
Godine 2000. na mjesto ravnateljice dolazi Marija Sekelez koja 2001. osniva Naj Naj Naj festival. Uz taj festival pokrenula je i akcije Dobrodošli, dragi prvoškolci u Vaše kazalište Žar-ptica i Nema zime u Žar-ptici, kojim se brojni školarci i njihovi roditelji pozivaju da polazak u školu, odnosno zimske školske praznike proslave i provedu na besplatnim predstavama u svom omiljenom kazalištu. Od 2016. godine ravnatelj je Drago Utješanović.
Danas kazalište sudjeluje na raznim festivalima: MDF u Šibeniku, ASSITEJ Čakovec, Festival glumca u Vinkovcima, SLUK Zadar, Mali Marulić u Splitu i drugima.
U počecima, kao i danas, Žar ptica je na sceni imala i ima glumačke veličine kao što su: Irena Kolesar, Slavica Fila, Žarko Savić, Đuka Rogina, Gordan Pičuljan, Mia Oremović, Olga Pivec, Dragan Milivojević, Marija Kohn, Marija Sekelez, Pero Juričić, Ljubica Jović, Mirela Brekalo, Suzana Nikolić, Vlasta Knezović, Višnja Babić, Duško Valentić, Vlado Kovačić, Željko Mavrović, Sanja Marin, Džimi Jurčec, Žarko Potočnjak, Vinko Kraljević, Nataša Maričić, Branka Cvitković, Etta Bortolazzi, Ana Karić, Špiro Guberina, Pero Kvrgić, Ana Kvrgić, Nina Erak, Lucija Šerbedžija, Jasna Palić, Željko Šestić, Ivana Boban, Vesna Tominac, Filip Juričić, Filip Križan, Robert Bošković, Igor Mešin, Perica Martinović…

## Vanjske pozevnice
Mrežna mjesta
- Gradsko kazalište Žar Prica, službeno mrežno mjesto